# Панама (град)
Вижте пояснителната страница за други значения на Панама.
Пана̀ма (на испански: Ciudad de Panamá) е столицата (от 1903 г.) и най-големият град на държавата Панама. Намира се на Панамския канал. Населението на града е 2 063 500 жители през 2021 г.
Основан е от испанци на 15 август 1519 г. на мястото на индианско селище.
Панама е политическият, административният и културният център на страната. От 1999 г. кмет на града е Хуан Карлос Наваро.
В Панама се намират фабрики и цехове за текстилна, кожарска и тютюнева промишленост. Има пристанище и аерогара. Крайна жп гара е на линията Колон – Панама. Град Панама е световен банков център.
Тук има останки от първия град в Америка.

## Личности, родени в Панама
- Карлос Фуентес (1928 – 2012), мексикански писател и дипломат

## Побратимени градове
- Мадрид, Испания
- Манила, Филипини